# BTS In the Soop
BTS In the Soop (인더숲 BTS편?, Indeosup BTSpyeonLR; lett. "I BTS nella foresta / Nella foresta, versione con i BTS") è un reality show sudcoreano trasmesso dal 2020, avente per protagonista il gruppo musicale BTS.
La sigla, intitolata In the Soop, è eseguita dal gruppo, che l'ha scritta nel corso del soggiorno presso la struttura.

## Concept e riprese
Il programma si concentra sul mostrare la vita quotidiana e gli ordinari momenti di riposo dei BTS lontani dalla ribalta.
La prima stagione li segue nell'arco di sette giorni di vacanza alla pensione privata Lake 192 sul lago di Chuncheon, durante i quali si dedicano a diversi passatempi e attività come cucina, pesca e ping pong.
La seconda stagione è stata girata in una proprietà tra le montagne della contea di Pyeongchang, acquistata e ampiamente ristrutturata dalla Hybe prima delle riprese. Tra le attività praticate, lettura, basket, tennis, jokgu, trampolino, corse in ATV e un maggior spazio dedicato alla cucina.

## Trasmissione
La prima stagione, lunga otto puntate da un'ora, è stata trasmessa settimanalmente su JTBC dal 19 agosto al 7 ottobre 2020; una versione estesa da 80 minuti a episodio è stata resa disponibile al termine di ogni messa in onda sull'app Weverse, insieme a otto brevi video contenenti scene inedite.
Il 1º settembre 2021 è stata annunciata la seconda stagione, la cui messa in onda ha avuto inizio il 15 ottobre sempre su JTBC, con una versione estesa distribuita subito dopo su Weverse. Il quinto episodio è stato reso disponibile esclusivamente su Weverse.

## Puntate

### Prima stagione
| n° | Titolo originale                                                             | Prima TV          | Ascolti |
| -- | ---------------------------------------------------------------------------- | ----------------- | ------- |
| 1  | Seollaeneun cheot julbal (설레는 첫 출발?; La prima partenza da batticuore)  | 19 agosto 2020    | 1,3%    |
| 2  | Geudeur-ui ja-yusigan (그들의 자유시간?; Il loro tempo libero)               | 26 agosto 2020    | 0,9%    |
| 3  | Bi oneun nar-ui gi-eok (비 오는 날의 기억?; Ricordi di una giornata piovosa) | 2 settembre 2020  | 0,9%    |
| 4  | Jamsiman annyeong (잠시만 안녕?; Per ora addio)                              | 9 settembre 2020  | 1%      |
| 5  | Dasi tteonaneun sup (다시 떠나는 숲?; Ritorno alla foresta)                  | 16 settembre 2020 | 0,9%    |
| 6  | Da gach-i tto ttaro (다 같이 또 따로?; Insieme e da soli)                    | 23 settembre 2020 | 0,9%    |
| 7  | Geudeur-ui yori dojeon-gi (그들의 요리 도전기?; La loro sfida culinaria)     | 30 settembre 2020 | 0,9%    |
| 8  | Dasi ilsang-euro (다시 일상으로?; Ritorno alla quotidianità)                 | 7 ottobre 2020    | 0,7%    |

### Seconda stagione
| n° | Titolo originale | Prima TV         | Ascolti |
| -- | --- | ---------------- | ------- |
| 1  | Again In the Soop | 15 ottobre 2021  | 1,4%    |
| 2  | BTS-ui In the Soop-eul yeohaenghanuen beop (BTS의 In the Soop을 여행하는 법?; Il modo dei BTS per viaggiare a In the Soop)     | 21 ottobre 2021  | 0,9%    |
| 3  | Hwa-yang-yeonhwa, hamkkehaneun siktak (화얀견화, 함께하는 식탁?; Il momento più bello della vita, insieme al tavolo da pranzo) | 28 ottobre 2021  | 1,0%    |
| 4  | BTS Universe | 5 novembre 2021  | 1,0%    |
| 5  | Permission to BTS | 12 novembre 2021 | N.D.    |

## Spin-off
In the Soop ha avuto per protagonisti anche altri artisti: i Seventeen hanno girato due stagioni di Seventeen In the Soop, mentre gli amici Park Seo-joon, Park Hyung-sik, Choi Woo-shik, Peakboy e V dei BTS In the Soop: Friendcation.